# Where the Streets Have No Name (I Can’t Take My Eyes Off You)
«Where the Streets Have No Name (I Can’t Take My Eyes Off You)» (с англ. — «Там, где улицы не имеют имён/Взгляд отвести не могу») — песня английского синти-поп-дуэта Pet Shop Boys. Представляющая смесь кавер-версий композиций «Where the Streets Have No Name» группы U2 и «Can’t Take My Eyes Off You» певца Фрэнки Валли (в аранжировке базирующейся на диско-версии песни, записанной Boys Town Gang в 1982 году, а не на оригинале). Песня сопровождала третий сингл четвёртого студийного альбома дуэта Behaviour (1990) — «How Can You Expect to Be Taken Seriously?» в качестве двойного «А»-сайда на территории Великобритании (в США обе песни издавались по отдельности). Выпущенная в марте 1991 года композиция добралась до 4-го места чарта UK Singles Chart, тем самым став 15-м синглом дуэта попавшим в Top-20 этого хит-парада подряд. Комментируя аранжировку Pet Shop Boys отмечали, что гитары в оригинальном треке, по их мнению, звучали как секвенсор.
В примечаниях к сборнику Discography: The Complete Singles Collection музыканты заявили, что их целью было превратить «легендарную рок-песню в диско-запись подталкивающую потанцевать».

## Содержание
Версия Pet Shop Boys существенно отличалась от оригинала музыкальной аранжировкой. В отличие от инструментального вступления U2, вариант Pet Shop Boys начинается с синтезированных и сэмплированных шумов и драм-машины. Музыкальная кульминация песни также претерпела изменения в некоторых элементах; фоновый вокальный семпл «burning down love» звучит прямо в начале, а синтезированные валторны воспроизводятся с ещё более высокими нотами сразу после каждого припева. Певец Нил Теннант исполняет текст песни без какой-либо эмоциональной выразительности и вокальных усилий, что очень контрастирует с оригинальным исполнением Боно из U2. Кроме того, при переходе между «Where the Streets Have No Name» и «Can’t Take My Eyes Off You» Теннант поёт строчки обеих песен без изменения высоты звука, указывая на сходство в двух песнях. После выпуска сингла U2 выпустили заявление: «Чем мы ЭТО заслужили?». В интервью 2002 года журналу The People Теннант рассказал, что ему «наконец-то удалось уладить отношения с Боно» после встречи с ним в одном из домов Элтона Джона на юге Франции.
Сингл был выпущен в паре с песней «How Can You Expect to Be Taken Seriously?», критикующей неискренние гуманитарные посылы ряда поп-звёзд в 1980-е годы и институционализацию рок-н-ролла.

## Концертные исполнения
Pet Shop Boys исполнили эту песню в пяти своих турах. Песня была включена в основной сет-лист турне «Performance Tour» 1991 года, а её запись, сделанная во время концерта в Национальном выставочном центре в Бирмингеме (июнь 1991 года), была выпущена на VHS (а позже и на DVD) Performance. В версии на VHS отсутствует секция с аранжировкой Фрэнки Валли из-за проблем с авторскими правами, однако на DVD песня представлена в полном формате. 
Также композиция периодически исполнялась в концертных турах: Discovery (1994), Release (2002), летних и осенних шоу 2004 года, а также Cubism Tour (2006), чей концерт в Мехико (14 ноября того же года), был включён в DVD Cubism 2007 года.

## Список композиций
| - 7-inch: Parlophone / R 6285 (UK) 1. «Where the Streets Have No Name (I Can’t Take My Eyes Off You)» (7″ edit) — 4:31 2. «How Can You Expect to Be Taken Seriously?» (single version) — 4:10 - Cassette: EMI USA / 4KM-50351 (US) 1. «Where the Streets Have No Name (I Can’t Take My Eyes Off You)» (original 7″ mix) — 4:31 2. «Bet She’s Not Your Girlfriend» — 4:28 - 12-inch: Parlophone / 12 R 6285 (UK) 1. «Where the Streets Have No Name (I Can’t Take My Eyes Off You)» (extended mix) — 6:44 2. «How Can You Expect to Be Taken Seriously?» (extended mix) — 6:03 3. «Bet She’s Not Your Girlfriend» — 4:28 - 12-inch: Parlophone / 12 RX 6285 (UK) 1. «Where the Streets Have No Name (I Can’t Take My Eyes Off You)» (David Morales Remix) — 6:24 2. «How Can You Expect to Be Taken Seriously?» (Mo Mo Remix) — 6:51 3. «How Can You Expect to Be Taken Seriously?» (Ragga Zone Remix) — 6:27 - All tracks remixed by David Morales - Also released on CD in the Netherlands (560-20 4266 2) | - 12-inch: EMI USA / V-56217 (US) 1. «Where the Streets Have No Name (I Can’t Take My Eyes Off You)» (12″ Dance Mix) — 7:35 2. «Where the Streets Have No Name (I Can’t Take My Eyes Off You)» (Sound Factory Mix) — 4:37 3. «Where the Streets Have No Name (I Can’t Take My Eyes Off You)» (Red Zone Mix) — 6:18 4. «Where the Streets Have No Name (I Can’t Take My Eyes Off You)» (Eclipse Mix) — 1:38 5. «Where the Streets Have No Name (I Can’t Take My Eyes Off You)» (Ska reprise) — 2:59 6. «Where the Streets Have No Name (I Can’t Take My Eyes Off You)» (7″ version) — 4:33 - Tracks 1-5 remixed by David Morales - CD: Parlophone / CD R 6285 (UK) 1. «Where the Streets Have No Name (I Can’t Take My Eyes Off You)» — 5:35 2. «How Can You Expect to Be Taken Seriously?» (extended mix) — 6:03 3. «Bet She’s Not Your Girlfriend» — 4:28 4. «How Can You Expect to Be Taken Seriously?» (Classical reprise) — 3:05 - Tracks 2 and 4 remixed by Brothers in Rhythm - CD: EMI USA / E2-56217 (US) 1. «Where the Streets Have No Name (I Can’t Take My Eyes Off You)» (original 7″ mix) — 4:31 2. «Where the Streets Have No Name (I Can’t Take My Eyes Off You)» (12″ Dance Mix) — 7:36 3. «Where the Streets Have No Name (I Can’t Take My Eyes Off You)» (Red Zone Mix) — 6:20 4. «Bet She’s Not Your Girlfriend» — 4:28 5. «I Want a Dog» (Techno Funk Mix) — 4:08 - Tracks 2-3 remixed by David Morales |

## Чарты
| Чарт (1991)                                                                        | Высшая позиция |
| ---------------------------------------------------------------------------------- | -------------- |
| Австралия (ARIA)                                                                   | 9              |
| Австрия (Ö3 Austria Top 40)                                                        | 5              |
| Бельгия/Фландрия (Ultratop 50)                                                     | 8              |
| Europe (European Hot 100 Singles) with "How Can You Expect to Be Taken Seriously?" | 7              |
| Finland (Suomen virallinen lista)                                                  | 2              |
| Германия (GfK)                                                                     | 7              |
| Ирландия (IRMA)                                                                    | 2              |
| Italy (Musica e dischi) with "How Can You Expect to Be Taken Seriously?"           | 5              |
| Нидерланды (Dutch Top 40)                                                          | 13             |
| Нидерланды (Single Top 100)                                                        | 14             |
| Новая Зеландия (Recorded Music NZ)                                                 | 42             |
| Spain (AFYVE)                                                                      | 2              |
| Швеция (Sverigetopplistan)                                                         | 13             |
| Швейцария (Schweizer Hitparade)                                                    | 3              |
| Великобритания (OCC UK Singles) · with "How Can You Expect to Be Taken Seriously?" | 4              |
| США (Billboard Hot 100)                                                            | 72             |
| США (Billboard Dance Club Songs)                                                   | 4              |
| US Cash Box Top 100                                                                | 81             |

| Чарт (1991)                        | Позиция |
| ---------------------------------- | ------- |
| Belgium (Ultratop)                 | 78      |
| Germany (Official German Charts)   | 57      |
| US Dance Club Songs (Billboard)    | 46      |
| US Dance Singles Sales (Billboard) | 22      |